# Nectopsyche brethesi
Nectopsyche brethesi är en nattsländeart som först beskrevs av Luisa Eugenia Navas 1920.  Nectopsyche brethesi ingår i släktet Nectopsyche och familjen långhornssländor. Inga underarter finns listade i Catalogue of Life.